# Григорян Рубен Арамаїсович
Рубен Арамаїсович Григорян (вірм. Ռուբեն Արամայիսի Գրիգորյան; 11 [24] листопада 1917, Карс — 25 листопада 1976, Москва) — радянський гірничий інженер. Герой Соціалістичної Праці (1966). Лауреат Ленінської (1959) та Сталінської премій (1951). Директор Прикаспійського гірничо-металургійного комбінату Міністерства середнього машинобудування СРСР (1961—1970), заступник директора Інституту теоретичної та експериментальної фізики імені А. І. Аліханова (1970—1976).

## Біографія
Рубен Арамаїсович Григорян народився 11 (24) листопада 1917 в місті Карс Російської імперії в сім'ї лікаря-хірурга. За національністю — вірменин.
У 1934 році закінчив робітфак. У 1940 році закінчив Московський державний гірничий університет, здобувши спеціальність гірничого інженера.
У 1940—1941 роках працював начальником дільниці на комбінаті «Сєверонікель» у місті Мончегорськ, у 1940—1947 роках — начальником дільниці рудоуправління в Мурманській області. Член ВКП(б)/КПРС із 1944 року. Сім років працював на поліметалевій копальні «Умальтинський» Хабаровського краю. У 1947 році був направлений до Чехословаччини на роботу в уранових копальнях Яхимова. Рубен Григорян був призначений головним інженером рудника Ровност, який за кілька місяців почав відвантаження багатих руд.
Після чотирьох років роботи в Чехословаччині він був відкликаний до Радянського Союзу для участі у створенні нового великого уранового комбінату у Криворізькому залізорудному басейні на базі копалень «Перший Травень» та «Жовта річка» (Дніпропетровська область Української РСР). Рубен Григорян був призначений заступником головного інженера рудника «Перший Травень», а в 1952 став його директором. За його участю було створено нові системи та техніку підземної (рудник «Першого Травня») та відкритого видобутку (кар'єр місце народження «Крейдяне») уранових руд.
У 1961 Рубен Григорян був призначений директором Прикаспійського гірничо-металургійного комбінату Міністерства середнього машинобудування СРСР у місті Шевченко Казахської РСР (нині місто Актау). Однією із складних проблем комбінату був поділ керівництва експлуатацією рудників та будівництвом інфраструктури соцмістечка, комплексів поверхні шахт та інших споруд. Під керівництвом Рубена Григоряна ця обставина була усунена.
Указом Президії Верховної Ради СРСР від 29 липня 1966 року за видатні заслуги у виконанні планів 1959—1965 років та створення нової техніки Рубену Арамаїсовичу Григоряну було присвоєно звання Героя Соціалістичної Праці з врученням ордена Леніна та золотої медалі «Серп і Молот».
У 1961—1970 роках Рубен Арамаїсович Григорян обирався кандидатом у члени ЦК КП Казахстану, у 1963—1971 роках — депутатом Верховної Ради Казахської РСР VI—VII скликань.
Переїхавши до Москви, з 1970 Рубен Григорян був заступником директора Інституту теоретичної та експериментальної фізики імені А. І. Аліханова. Він брав участь у роботах зі створення першої багатоцільової АЕС у СРСР на Прикаспійському гірничо-металургійному комбінаті, які були завершені в липні 1973 року.
Рубен Арамаїсович Григорян помер 25 листопада 1976 року в Москві. Похований на Кунцевському цвинтарі в Москві.

## Нагороди та звання
- Герой Соціалістичної Праці (Указ Президії Верховної Ради СРСР від 29 липня 1966 року, орден Леніна та медаль «Серп і Молот») — за видатні заслуги у виконанні планів 1959—1965 років та створення нової техніки[5][4].
- Орден Леніна (7.03.1962)[5].
- Два ордени Трудового Червоного Прапора (8.12.1951, 4.01.1954)[5].
- Медаль «В ознаменування 100-річчя з дня народження Володимира Ілліча Леніна» (1970)[4].
- Медаль «20 років перемоги у Великій Вітчизняній війні 1941—1945 рр.» (1965)[4].
- Медаль «За доблесну працю у Великій Вітчизняній війні 1941—1945 рр.»[4].
- Сталінська премія (1951)[3].
- Ленінська премія (1959) — за роботи в галузі фізики[6][3].
- Почесний громадянин міста Актау (1969)[5][7].
- Знак «Шахтарська слава» 1-го ступеня[4].

## Пам'ять
У місті Актау ім'ям Рубена Арамаїсовича Григоряна названо вулицю та встановлено пам'ятник — бюст.
Щороку, у листопаді, представники вірменських громад, а також ветерани праці міст Актау та Мангістау організовують вечори пам'яті Рубена Арамаїсовича Григоряна, приурочені до дня його народження.